# Juan de Chateaumorand
Juan (o Jean) de Chateaumorand (Francia, segunda mitad del siglo XIV - verano de 1429) fue un capitán militar francés que combatió bajo las órdenes del mariscal francés Jean le Maingre Boucicault y el emperador Manuel II de Bizancio. Ya viejo, las palabras de Juan de Chateaumorand sirvieron como fuente primaria para que, en 1429, el cronista francés Juan d'Orville, pudiera escribir su obra La crónica del buen duque Luis de Borbón, en la cual se recogen las vidas del duque Luis II de Borbón, Boucicault y el mismo Chateaumorand.

## Cruzada Bereber
En 1390, Juan de Chateaumorand acompañó al duque Luis de Borbón en la cruzada que la República de Génova organizó contra el reino de Túnez. El 22 de julio de 1390 la flota cruzada llegó a las inmediaciones de Mahdia, plaza situada en la punta de una pequeña península, a la que puso inmediatamente bajo asedio. Sin embargo, los problemas no se hicieron esperar: faltos de suficientes caballos para saquear los campos cercanos, los cruzados se vieron incapaces de obtener madera, por lo que cocinar se volvió complicado y no se podían construir tiendas para los soldados. Además, el campamento cruzado era constantemente atacado por una fuerza de refresco musulmana que hacía uso de la típica táctica de atacar y correr, sin permitir nunca el contraataque enemigo. Ante el acoso musulmán, el duque de Borbón ordenó acordonar la península y destacó grupos de soldados a intervalos regulares para impedir el paso de los jinetes enemigos. El cronista Juan d'Orville menciona en este punto que Chateaumorand sirve como el portaestandarte del duque de Borbón.
La incapacidad de presentar batalla contra el ejército de refresco musulmán, así como la progresiva carencia de víveres entre los cruzados, obligaron al duque de Borbón a ordenar el asalto de la ciudad de Mahdia. Apoyados por una torre de asedio genovesa y atacando la muralla por tres diferentes puntos, los cruzados estuvieron a punto de entrar a la plaza, sin embargo los musulmanes la defendieron tan bien con flechas, rocas y fuego, que el asalto cruzado se vio frustrado poco después de haber comenzado. El asedio había durado nueve o diez semanas y el objetivo principal (la captura de Mahdia) no se había logrado. Antes de retirarse, sin embargo, los cruzados llegaron a un acuerdo con los tunecinos y otros príncipes musulmanes para efectuar un alto al acoso que estos últimos ponían a las galeras italianas que comerciaban a lo largo y ancho del Mediterráneo.
Tras zarpar de Mahdia, el duque de Borbón, incitado por los genoveses, se dedicó a capturar los puertos cristianos de Cagliari, Ogliastro y Terracina, bases mercantiles y militares de los comerciantes catalanes, por entonces rivales políticos y mercantiles de los genoveses. El ejército cruzado, que no pudo hacer nada contra los musulmanes, pero sí luchó valientemente contra sus "hermanos cristianos", atracó finalmente en Portofino el 15 de octubre de 1390, finalizando de esta manera la llamada cruzada bereber.

## Génova y Nicópolis
Gracias a su popularidad entre los genoveses, el rey Carlos VI de Francia —principal artífice de la cruzada bereber— adquirió la ciudad de Génova en el otoño de 1396 y en 1401 designó como gobernador de la plaza a su mariscal, Juan Le Maingre, más conocido como Boucicault. Durante su gobierno (de octubre de 1401 a junio de 1409), el mariscal, devoto del ideal caballeresco de la cruzada, fue prácticamente independiente y tomó decisiones sin tener que consultarlo con el rey o ninguna otra autoridad. Mientras tanto, entre 1390 y 1396, en oriente, el sultán otomano Beyazid I redujo las últimas guarniciones cristianas en Anatolia, a excepción de Esmirna, controlada por los Caballeros Hospitalarios, capturó Tesalónica en Grecia y afianzó su control sobre Serbia y Bulgaria, regiones que ya poseía, y puso cerco a Constantinopla, gobernada por Manuel II Paleólogo emperador bizantino. Preocupado por estos acontecimientos, a partir de 1394, el rey Segismundo de Hungría llamó a los reyes de occidente a participar en una cruzada para combatir a la amenaza turca. A la cruzada se apuntaron caballeros de todas las naciones: franceses, alemanes, venecianos, genoveses, españoles, ingleses y, lógicamente, húngaros. Lograr cohesión en una fuerza multicultural tan grande probaría ser imposible y, el 25 de septiembre de 1396, en la batalla de Nicópolis, las fuerzas europeas fueron masacradas por el sultán Beyazid I. Entre los cautivos del sultán se encontraban Juan sin Miedo, conde de nevers y el mariscal Boucicault.
Como resultado de esto, el 20 de enero de 1397, Juan de Chateaumorand encabezó, junto con Juan de Vergy, gobernador del Franco Condado y Gilberto de Leuwerghem, gobernador de Flandes, una embajada enviada por Carlos VI y cuya misión consistiría en negociar la liberación de los caballeros franceses cautivos. La embajada de Chateaumorand llevaba una extraordinaria cantidad de regalos, guantes de perlas, gemas, oro, sillas de montar y arneses, así como diez caballos, perros lebreros, perros de caza y tapices de Arras que representaban escenas de la vida de Alejandro Magno, de quien Beyazid decía ser descendiente. Tras una larga travesía, el 24 de junio de 1397, la embajada francesa llegó a Mihálic, donde Chateaumorand logró suavizar el carácter del sultán, quién permitió ir libres a algunos de sus prisioneros, bajo palabra de que pagaran sus rescates dentro de un plazo razonable de tiempo.
A pesar de la liberación de algunos prisioneros, la derrota de Nicópolis no mejoró el panorama, por lo que el emperador Manuel II Paléologo, viendo su capital amenazada y sus dominios disminuidos bajo el avance otomano, se vio obligado a enviar emisarios a las cortes europeas para solicitar ayuda militar contra la amenaza turca.

## La expedición francesa en el Mediterráneo

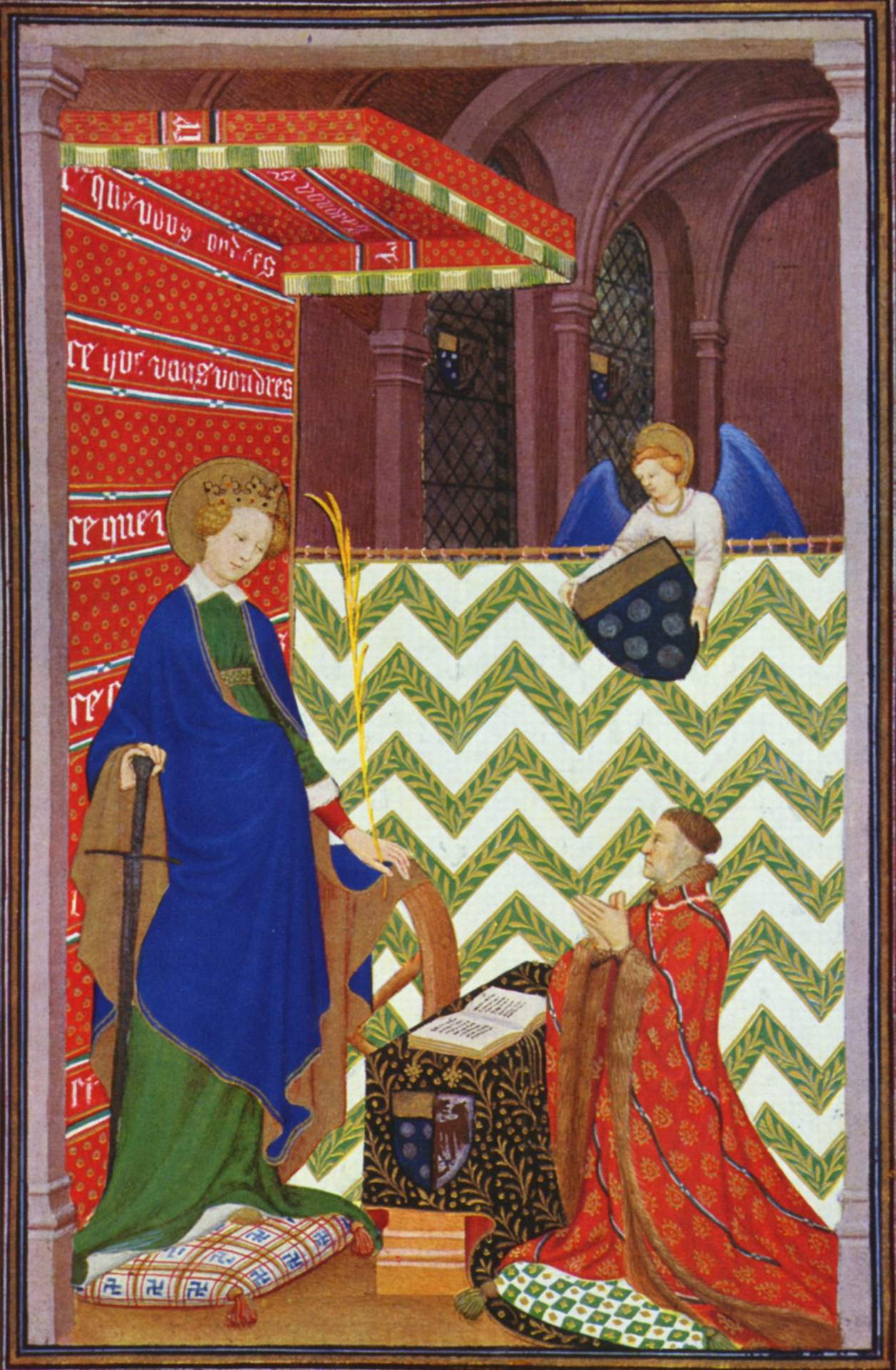
Miniatura que retrata a Boucicaut, quien fuera capitán de Juan de Chateaumorand durante la expedición a Bizancio, arrodillado ante Santa Catalina, Libro de Horas de Juan Boucicaut.

El rey Carlos VI de Francia volvió a prestar apoyo al emperador bizantino (sus caballeros habían participado en la cruzada que culminó en Nicópolis), y envió a Constantinopla al Mariscal de Francia, Juan Le Maingre Boucicault (o Boucicaut) quien, además, había luchado en Nicópolis —aunque no con especial maestría y éxito— y había sido hecho prisionero, salvando la vida gracias a la intervención del duque de Borgoña, Juan sin Miedo, quien también había caído prisionero. El contingente de refuerzo que comandaba Boucicault —del cual Juan de Chateaumorand era segundo al mando— estaba conformado por 400 hombres de armas, 400 escuderos y una compañía de arqueros. El pequeño ejército francés zarpó desde Aigues-Mortes a finales de junio de 1399 sobre cuatro barcos franceses y dos galeras. En julio atracaron en Génova, donde el desorden civil en el que estaba sumida la ciudad retrasó la llegada de los barcos de relevo que los llevarían hasta la capital bizantina. El 9 septiembre, Boucicault y Chateaumorand anclaron en la isla de Sapienza, a las afueras de la bahía veneciana de Modon. La flota al mando de los capitanes franceses aumentó en número y, mientras se aproximaba a Constantinopla, incendió y asoló las poblaciones turcas de la costa. A finales de 1399, Boucicault y Chateaumorand, apoyados por los barcos que se les habían unido en su trayecto, lograron romper el bloqueo a la capital bizantina. La flotilla franco-genovesa sumaba ya 30 embarcaciones (21 galeras, tres barcos para transportar caballos y víveres y seis galeotes y bergantines).
Tras romper el bloqueo y recibir refuerzos de un contingente bizantino, la expedición intentó sin éxito capturar la ciudad amurallada de Nicomedia (hoy Izmit), pero logró tomar por asalto el castillo de Riva (hoy Iriva), en el Mar Negro, al este de la entrada del Bósforo.

## Constantinopla
Los capitanes franceses probaron ser buenos asesores políticos, además de experimentados militares. Boucicault aconsejó al emperador Manuel II poner orden en los asuntos internos del Imperio —especialmente las diferencias que había entre él y su sobrino Juan VII— y, además, exhortó al emperador a que acudiese en persona a Occidente para recabar la ayuda que necesitaba. Y, finalmente, el 10 de diciembre de 1399, Manuel II y Boucicault zarparon en galeras venecianas desde la capital bizantina. Juan VII y Juan de Chateaumorand, por su parte, permanecieron en Constantinopla, el primero como regente y el segundo como capitán al mando de una reducida compañía de 100 caballeros, 100 escuderos y unos cuantos arqueros así como una pequeña flota de ocho galeras. Según el libro biográfico de Boucicault, Livre des faits du bon messire Jean le Maingre, dit Bouciquaut, Juan Chateaumorand defendió la plaza contra los turcos durante tres años.
El 3 de junio de 1400, llegó a París la embajada bizantina encabezada por Manuel II, Boucicault. La profunda impresión que causó el emperador bizantino en la corte francesa logró que el rey Carlos VI prometiera enviar un destacamento de 1,200 combatientes, que serían mantenidos por el tesoro francés durante un año —destacamento que nunca fue enviado—. Mientras tanto, en el Imperio la situación política y militar de Bizancio mejoró. En 1402 tuvo lugar la batalla de Angora, en la cual Beyazid fue derrotado y capturado por su rival Tamerlán lo que desencadenó una lucha de sucesión entre los descendientes del sultán. Las noticias liberaron a Juan de Chateaumorand de su larga vigilia ante las murallas de Constantinopla, por lo que este volvió a Francia. Al llegar a París, sin embargo, el rey Carlos VI ordenó al capitán que acompañara al emperador de vuelta a la capital bizantina y lo puso al mando de una pequeña fuerza de 200 hombres de armas.

## Últimos días y legado
Tras dejar, sano y salvo, al Emperador en Constantinopla, Juan Chateaumorand regresó a Francia, donde Cristina de Pizan y otros literatos contemporáneos alabaron sus rasgos caballerescos y su valor como caballero cruzado. Ya viejo, Chateaumorand contó su historia a su amigo cronista Juan d'Orville, quién recopiló sus palabras en su obra La crónica del buen duque Luis de Borbón. Chateaumorand murió en 1429.